# Церква Преображення Господнього (Ясенівці)
Церква Преображення Господнього — православна церква у Ясенівцях Золочівського району на Львівщині, пам'ятка архітектури місцевого значення.

## Історія
Відомо, що у 1701 році попередній храм разом зі своїми парафіянами переведений у греко-католицизм.
Будівництво теперішнього цегляного Свято-Преображенського храму розпочалось у 1897 році з ініціативи греко-католицького священика о. Миколи Малого і тривало 14 років. Активну участь у будівництві храму брав Симен Михайлович Михайлів 1860 р.н. житель с.Ясенівців. Церкву будували за добровільні пожертви парафіян села, за проектом Львівського  архітектора В.П.Нагірного. 
У церкві встановлено чотириярусний іконостас роботи Петра Луцького. У 1911 році у церкві був здійснений чин освячення. Із розповідей старожилів села Ясенівці, є відомо, що освячення храму відбулося ще за життя о. Миколи Малого 1870 р.н. 
З 1945 року по 1989 рік церква була закрита радянською безбожною владою. Усі 44 роки, як закрили церкву ясенівські мешканці доглядали за своєю християнською святинею.  
Перше богослужіння у відкритій церкві відбулось 20 травня 1989 році за призначеного священика мит. прот. Ігора Проця 1958 р.н. З 1989 р. церква стоїть на реєстрації УАПЦ. У 1991 р. у селі Ясенівці було проведено референдум на якому 92% жителів села віднесли себе (позиціонували) до православного віросповідання, а 8% до греко-католицького. У 2001 році митрополитом Андрієм (Гораком) призначений настоятелем храму протоієрей Степан Проць (1982 р.н.). 
У 1995 р. громада за власні кошти поклала нову підлогу у церкві. У 1997 р. за проектом Золочівського архітектора Петра Петровича Кобельки здійснено будівництво нових сходів до церкви. З 2000—2001 роки було здійснено ремонт фасаду стін церкви, а також проведено перекриття покрівлі церкви оцинкованою бляхою. Вартість проведених ремонтних робіт становила 85000.00 тис.грн. У 2006 р. проведено безкоштовну газифікацію церкви, це здійснено завдяки Промислу Божому, а також завдяки підтримці п. Шептицького З. С., директора газової служби Золочівського району, Львівської обл. 
У 2009 р. отці Ігор і Степан Проці здійснили з громадою реконструкцію церковного купола, який знаходився у аварійному стані з 1992 р. Було здійснено зміну форми купола на ломану форму. Для покрівлі купола було використано покрівельний матеріал нітрит тітану. На купол церкви встановлено новий трьохрамений православний хрест із застосуванням натяжних ланцюгів. Під час встановлення нового купола (бані) було використано 230 листів бляхи-булат. Вартість ремонтних робіт за кошторисом обійшлася громаді у 166000.00 грн.